# Arúspice
Un arúspice (del indoeuropeo *ghere, "entraña", e inspicio, examino; transcribe haruspex del latín) era un adivino etrusco que examinaba las entrañas de un animal sacrificado para obtener presagios en cuanto al futuro. Esta disciplina se llamaba aruspicina.

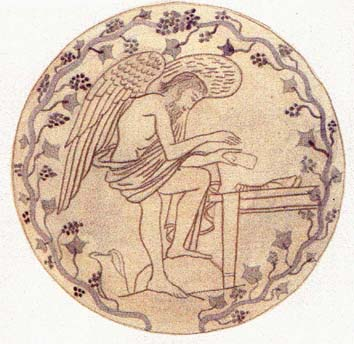
Dibujo de un espejo de bronce etrusco conservado en el Museo gregoriano etrusco de la Ciudad del Vaticano. Pertenece a fines del a. C. y muestra a un arúspice que examina el hígado de un animal sacrificado para leer los agüeros. Una inscripción etrusca lo califica como el mítico adivino griego Calcante, representado aquí con alas para recalcar su función de mediador entre la realidad terrena y la divina. Nótese el pie apoyado en una roca, algo esencial en el proceso adivinatorio por el arúspice quien de esta manera establecía contacto con lo terrenal.

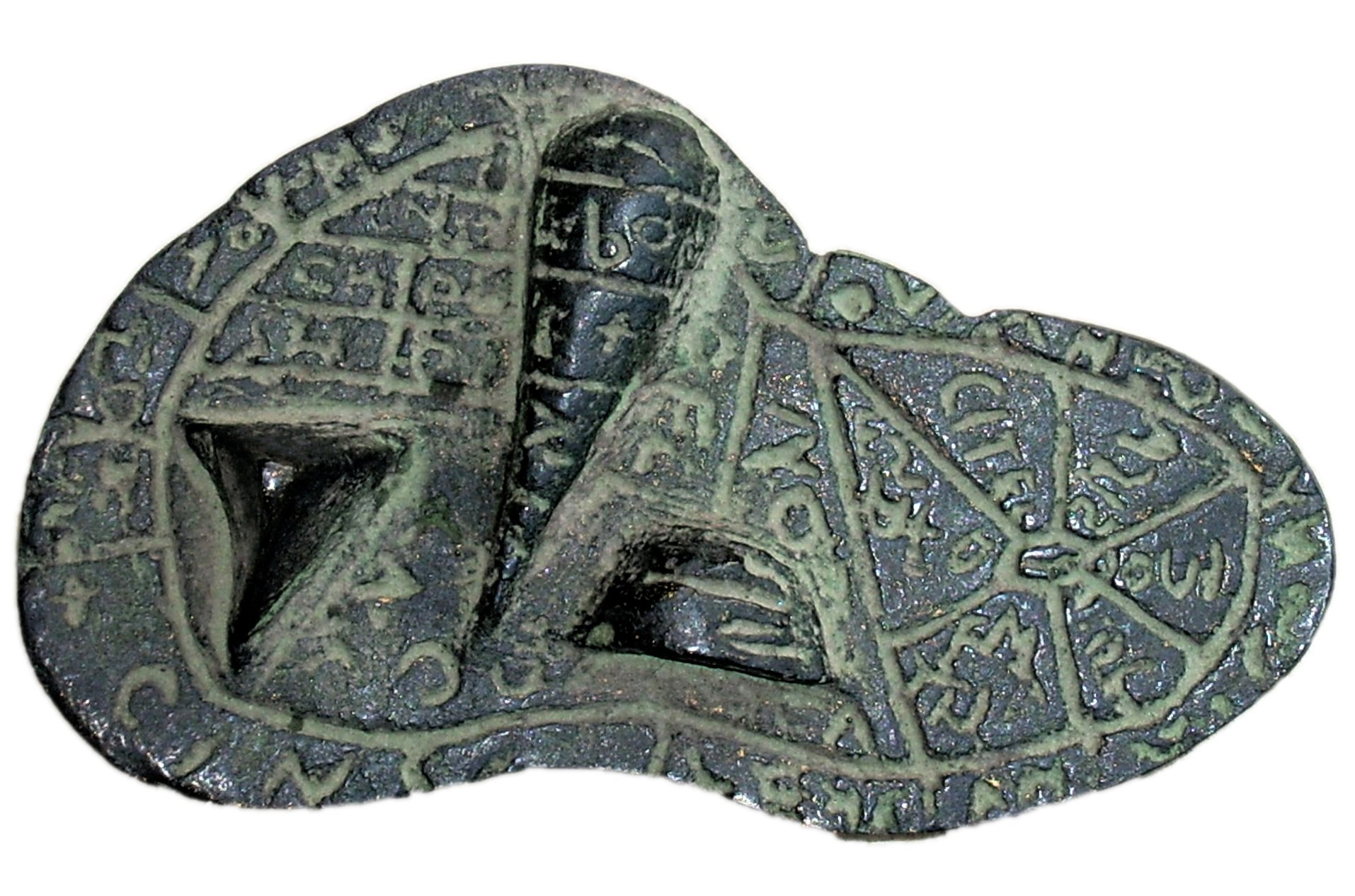
Hígado de bronce de Piacenza, usado para la adivinación de los arúspices etruscos.

## Historia
La aruspicina era una disciplina adivinatoria propia del pueblo etrusco, pero no exclusiva de él, y pasó a través de ellos a los romanos. Según los etruscos fue revelada por su dios Tages y se contenía en unos libros denominados libri haruspicini, fulgurales et tonitruales sobre adivinanza por examen de vísceras e interpretación de señales de rayos y truenos, respectivamente. Una tradición errónea transmitida por Diodoro de Sicilia indicaba que el primer arúspice fue Rómulo. El colegio de arúspices romano tenía, como todos los otros, sus registros y sus anotaciones y era un honor reservado a las mejores familias formar parte de él; los mejores linajes enviaban a sus hijos a estudiar la aruspicina a Etruria. Contó con sesenta miembros durante el Imperio Romano y algunos de ellos acostumbraban a seguir los ejércitos para examinar las entrañas de las víctimas de los sacrificios a los dioses antes de la batalla, a fin de predecir su resultado. Se distinguían por tener los mismos vestidos que los augures y llevar como ellos el lituus en la mano; ordinariamente se ven en los monumentos antiguos vestidos con túnicas de mangas cortas y toga.
Los arúspices de Etruria fueron consultados en privado durante toda la República y el Imperio Romano. El Senado romano tenía a la «disciplina etrusca» en gran consideración y consultaba a los arúspices antes de tomar una decisión. El emperador Claudio estudió el idioma etrusco, aprendió a leerlo, y creó un «Colegio» de 60 arúspices que existió hasta el 408. Ofrecieron sus servicios a Pompeyano, prefecto de Roma, para salvar la ciudad del asalto de los godos; el obispo cristiano Inocente, aunque reticente, aceptó esta proposición a condición de que los ritos permanecieran secretos. Como es sabido, su práctica tuvo poco efecto sobre las invasiones. Llegó a practicarse, pues, incluso a lo largo del siglo VI.
En la antigüedad, el arúspice interpretaba la voluntad divina leyendo las entrañas de un animal sacrificado según el principio del microcosmos y macrocosmos por el cual lo que acaece abajo es un reflejo que corresponde a cuanto acaece arriba. El animal era ritualmente abatido, el arúspice podía entonces examinar el tamaño, la forma, el color, los signos particulares de ciertos órganos, generalmente el hígado, del que se han hallado maquetas de bronce que se usaban para enseñar este tipo de adivinación, como el de Piacenza en Etruria; pero la disciplina es más antigua y se daba ya en otras culturas: existe también un ejemplar hitita proveniente de Boghazkoi, y una versión babilónica. Por fin, cuando el animal era sacrificado, la carne era asada y dividida entre los participantes en la ceremonia en el transcurso de un banquete. El órgano dividido en cuatro partes, correspondientes a los cuatro puntos cardinales, cada uno de ellos, representaba la residencia de algunas divinidades, invocadas, a las cuales el oficiante pedía la intercesión en los asuntos humanos.
Parece que nunca hubo mujeres en el colegio de los arúspices, ni ejercieron jamás esta función. Había, por el contrario, hechiceras, las cuales, como en el testimonio contenido en la novela romana de las Metamorfosis o El asno de oro de Apuleyo, eran particularmente numerosas y reputadas, en Tesalia.
Ya eran percibidos como charlatanes en época imperial. Por otra parte, en la época republicana tardía, Catón decía que «dos arúspices no podían mirarse sin reírse».
Las diferentes prácticas que han subsistido hasta nuestros días con la ayuda del poso del café y otros procedimientos parecidos no son más que una supervivencia, habiendo perdido su significado original un conjunto de ritos que probablemente se remontan a la prehistoria, y ligados a una práctica chamánica.

## Ritual
Los arúspices examinaban:
- El cuerpo y la conducta de los animales por sacrificar.
- Las entrañas después de su abertura, en especial el hígado, el corazón y los intestinos.
- La llama que se levantaba de la carne que se consumía.
- La flor de la harina, el incienso, el vino y el agua que servían para el sacrificio.

Además prestaban atención a si las víctimas venían conducidas por fuerza a los altares o si se escapaban de la mano de su conductor, si eludían el golpe o si brincaban o mugían al recibirlo, si su agonía era lenta y dolorosa, todos ellos pronósticos siniestros, así como eran favorables todos los opuestos.
Después de abrir el animal examinaban el color de las partes internas. Un hígado grande o un corazón pequeño o flaco eran malos agüeros, pero el más funesto de todos era que faltase enteramente el corazón o la cabeza del hígado. De ahí que se dijera que el día en que fue asesinado Julio César no fue hallado en dos bueyes que se habían inmolado. Si sucedía que las entrañas cayesen de las manos del sacerdote o fuesen pálidas o más ensangrentadas de lo regular, se tenían por señales de que se aproximaba un desastre.
En cuanto a la llama, para que el agüero fuese feliz era preciso que se levantase con fuerza y consumiese prontamente a la víctima: que fuese clara, pura y trasparente, sin mezcla de humo, ni de color rojo o negro; que no fuese trémula, sino tranquila, y presentase una forma piramidal. La falta de cualquiera de estos elementos era un presagio siniestro.
Respecto al incienso, la harina, etc., era su obligación examinar detenidamente cada una de estas sustancias y saber si tenían las calidades que les son propias.

## Cultura popular contemporánea
- El autor Rick Riordan, en su saga de libros ''Héroes del Olimpo'', creó al antagonista Octavian como un adolescente fanático de las auríspices, pero por motivos obvios (la serie de libros está destinada para lectura infantil), se cambió la práctica de animales reales a peluches de animales.